# Suva metagon
Suva metagon är en insektsart som beskrevs av Ronald Gordon Fennah 1958. Suva metagon ingår i släktet Suva och familjen Meenoplidae. Inga underarter finns listade i Catalogue of Life.